# Beauty Japan
Beauty Japan（ビューティージャパン）は2019年に創設された、日本のコンテスト。
ミスコンとは違い、内面的な美までに着目したコンテスト。

## コンセプト
同コンテストは、「ビューティー」「キャリア」「ソーシャリティー」「カルチャー」「エンターテインメント」「インディペンデンス」「ファッション」の7つのコンセプトを持つ、社会貢献に努める女性を発掘し、その女性たちの活躍の場を応援する。
これまでのミス・コンテストのような年齢や未婚限定、身長、各種経験などの制限を設けず、応募者の自由な表現や、これまでの経験、これからの夢・目標などを広くアピールし、それを審査することによって、社会貢献に役立つ日本一の美人を発掘するというコンテストである。

## 審査の仕組み
- 応募年齢：年齢制限は無し。在日外国人である場合は在日期間3年以上の経験を持つ女性であれば、既婚・独身・職種・芸能事務所の所属有無などを問わず。但し主催者は「参加者を年齢で判断しないため、実際には36歳以上でも輝く女性であればだれでも参加できる」としている。[2]
- コンテストへの参加は大きく地区予選と、日本大会直轄の2コースからなる。
  - 地区予選大会：各地のBeauty Japanとフランチャイズを結ぶ団体などが主催して行う地区予選大会は2022年度の実績で13地区（東北、東京、BAY=神奈川、FUJIYAMA・中部NEO=いづれも静岡・山梨、中日本=愛知、近江=滋賀、浪花=大阪、兵庫・四国、山口・広島、五島列島=長崎、八重山）行われている。また、全国をオンラインでつないで開催する、ヴァーチャル大会も地方大会の一つとして行われており、これらの地方大会で上位入賞した人は日本大会への出場権が与えられる。[3]
  - 日本大会直轄：地区予選大会への出場が日程的に困難である仕事や子育てなどを持っている人、ないしは最寄りの地区予選会場が遠いという参加者のために、地区予選の出場を免除して、10万円の費用を払えば、もれなく日本大会へのエントリーができる権利が与えられる特別優待コース。このコースの費用には、コンテスト当日のヘアメイクや、ビューティーキャンプ（研修）にかかる宿泊費・交通費を一部提供するなどの特典が与えられる[4]
- 応募の流れ：
  1. 大会公式サイト内のエントリーフォーム（地区予選、日本大会直轄共通）から必要記入事項を送信する
  2. エントリーフォーム審査：同フォームに記入した内容に沿って、書類選考を行い、1週間程度で応募者のメールアドレスに結果を発表する
  3. 面接審査：エントリーフォーム審査合格者を対象としてZoomを使ったオンライン面接形式で審査を行い、その合格者が、地区予選からの参加、または日本大会直轄優待コースのどちらかを選んで、本選出場を目指す。
- 日本大会：地区予選大会上位合格者、並びに日本大会直轄優待者を対象とした審査会で、2022年度はビューティーキャンプ（事前研修）による予備審査を3回（1次審査：9月4・5日=滋賀県内、2次審査：9月25・26日=シークレット、3次審査：10月15-17日のうちの2日間予定=横浜市）行い、そこでの成績上位者を対象に11月25日（予定・ラグーナベイコート倶楽部 ホテル＆スパリゾート=愛知県）で行われる日本大会の最終審査会で受賞者を決定する。

## 賞
2024年度の表彰項目（原則各1名）
- 総合グランプリ
- The Beauty of BJ
- Social Butterfly of BJ
- The Best of Entertainment
- Most Independent Women
- Cultural Successor
- BJ FASHIONISTA
- その他審査員、協賛社からの特別賞を行う場合がある。

（参考：2021年度の表彰項目）
- Grand-Prix of BJ（3名）
- Cultural Successor（以下原則各1名）
- Most Influential Person
- The best entrepreneur
- BJ FASHIONISTA
- Build Your Own Career
- Most Socialized Person
- The Beauty of BJ
- その他審査員、協賛社からの特別賞を行う場合がある。

## 歴代グランプリ受賞者
- 2019年[6]
  - 雅南ユイ（コスプレイヤー）
  - 田村有紀（七宝焼職人）
  - 森實りこ（女優・グラビアアイドル）
- 2020年[7]
  - 梶原愛莉砂（医師）
  - YUHKI（フラダンサー）
  - 髙瀬真由（歌手）
- 2021年[8]
  - 西川壱弥（舞踏家）
  - 石澤瑠璃子（医師）
  - 奥田智子（心理カウンセラー・占い師）
- 2022年[9]
  - 髙木あかね（総合グランプリ　ヨガインストラクター）
- 2023年[10]
  - 都地瞳（総合グランプリ）
- 2024年[11]
  - 榎本愛子（総合グランプリ）
  - せっちゃん（同上）

総合グランプリについては本来1名を選ぶが、審査委員の投票同率により上記2名がグランプリとされた。